# Wiedemannia pieninensis
Wiedemannia pieninensis är en tvåvingeart som beskrevs av Krysiak och Niesiolowski 2004. Wiedemannia pieninensis ingår i släktet Wiedemannia och familjen dansflugor.
Artens utbredningsområde är Polen. Inga underarter finns listade i Catalogue of Life.